# Phyllonorycter hikosana
Phyllonorycter hikosana là một loài bướm đêm thuộc họ Gracillariidae. Loài này có ở Nhật Bản (Kyūshū).
This species is represented by the aestival và autumnal forms, which are distinctive in colour.
Ấu trùng ăn Carpinus tschonoskii. Chúng ăn lá nơi chúng làm tổ.